# Fjällslevmossa
Fjällslevmossa (Jungermannia sphaerocarpa) är en levermossart som beskrevs av William Jackson Hooker. Fjällslevmossa ingår i släktet slevmossor, och familjen Jungermanniaceae. Arten är reproducerande i Sverige.